# 許均
許均（生年不詳—卒年不詳），字叔調，福建省福州府侯官縣（今閩侯縣）人。清朝政治人物，詩人。
康熙五十七年（1718年）戊戌科第二甲第十九名進士出身。點翰林院庶吉士。
散館，授吏部主事。性格嚴厲正直，擢禮部郎中。與祖、父、兄都以詩聞名，在福建被認為是以詩傳世之家，都稱其為許氏。

## 著作
- 《玉琴書屋詩鈔》

## 家庭關聯
- 祖父：許友。
- 父：許遇。
- 兄：許鼎。

## 延伸阅读
[在维基数据编辑]